# Andrew Chandler
Andrew (Chubby) Chandler (Lancaster, 1953) is de oprichter en manager van International Sports Management. Hij speelde van 1974 tot 1989 in de Europese PGA Tour.

## Speler
Chubby Chandler werd in 1974 professional golfer. Voor Severiano Ballesteros en Chandler was het Italiaans Open hun eerste toernooi op de Europese Tour. Zijn beste seizoen was 1986, toen hij als nummer 44 op de Order of Merit eindigde.

## Manager
Na vijftien jaar zei hij de Tour vaarwel en richtte zijn managementbureau op. Al gauw had hij bevriende spelers als Derrick Cooper, Denis Durnian, Philip Harrison en Carl Mason als klant. In 1990 vroeg Darren Clarke, toen nog amateur, om hun ondersteuning. Later kwamen daar onder meer Rory McIlroy (2007-2011), Louis Oosthuizen en Charl Schwartzel bij en Aziatische spelers zoals Jeev Milkha Singh. In totaal vertegenwoordigt hij in 2011 ongeveer 40 golfers, waarvan er veel zeer succesvol zijn. Hij werkt nu ook voor 25 voetballers, 10 cricketers en enkele snookerspelers.
Graeme McDowell heeft ook een managementbureau opgezet. McIlroy is eind 2011 naar het bureau van zijn landgenoot overgestapt.